# Biblia
La Biblia (del latín tardío biblĭa, y éste del griego βιβλία [biblía]; literalmente ‘libros’)es un conjunto de libros canónicos que en el cristianismo y en otras religiones se consideran producto de inspiración divina y un reflejo o registro de la relación entre Dios y la humanidad. La Biblia está organizada por dos partes principales: el Antiguo Testamento y el Nuevo Testamento, que se enfoca en Cristo y el cristianismo primitivo.
Fue en el Concilio de Roma del año 382 cuando la Iglesia católica, junto al papa Dámaso I, instituyeron el Canon Bíblico con la lista del Nuevo Testamento similar al de Atanasio de Alejandría y los libros del Antiguo Testamento de la Versión de los LXX. Esta versión fue traducida del griego al latín por Jerónimo (la Vulgata) por encargo de la Iglesia. Posteriormente, los Concilios regionales de Hipona del 393, III de Cartago del 397 y IV de Cartago del 419, en los cuales participó Agustín de Hipona, aprobaron definitivamente dicho canon. En el año 405 esta lista fue enviada por el papa Inocencio I al obispo Exuperio de Tolosa (en la Galia, hoy Francia), donde aparece el canon bíblico con los 73 libros ya existentes. El concilio de Trento fijó el canon de la Iglesia católica declarándolo dogma. La división por capítulos, tal como es al día de hoy, fue introducida por el cardenal Stephen Langton.
Se estima que a lo largo de los siglos se han producido alrededor de cinco mil millones de copias de la Biblia en todas sus variedades (aunque algunos las cifran en muchas más),la mayoría en las últimas décadas (tres mil novecientos millones entre los años 1960 y 2013lo que la convierte en el libro más distribuido y vendido de la historia, siendo frecuentemente reconocido como el libro más influyente de todos los tiempos.
Se atribuye el gran éxito de su distribución en los últimos tiempos a la imprenta, habiendo sido el primer libro realizado por medio de la impresión con tipos móviles (la conocida como Biblia de Gutenberg). En mayo de 2000, se afirmó que «la Biblia ha hecho más para dar forma a la literatura, la cultura y el entretenimiento, que ningún otro libro que se haya escrito. Su influencia en la historia mundial no tiene equiparable, y no tiene síntomas de estar menguando». Cada año se venden unos cien millones de ejemplares de la Biblia,habiendo sido traducida a 438 idiomas en su totalidad (Antiguo Testamento, Nuevo Testamento y textos adicionales), y de forma parcial al menos a 2454 idiomas.

## Etimología
La palabra Biblia procede, a través del latín biblĭa, de la expresión griega τὰ βιβλία τὰ ἅγια (ta biblía ta hágia; ‘los libros sagrados’), acuñada por primera vez en el deuterocanónico 1 Macabeos 12:9, donde βιβλία es el plural de βιβλίον (biblíon, ‘papiro’ o ‘rollo’ y, por extensión, ‘libro’). Se cree que este nombre nació como diminutivo del nombre de la ciudad de Biblos (Βύβλος, Býblos), importante mercado de papiros de la antigüedad.
No obstante, ya que Biblos solamente con dificultad podría ser un préstamo del nombre original de dicha ciudad en fenicio, Gubla, existe la posibilidad de que fuera la ciudad la que recibiera su nombre griego a partir del término que designaba a la planta de papiro, y no al revés.
Dicha expresión fue empleada por los hebreos helenizados (aquellos que habitaban en ciudades de habla griega) mucho tiempo antes del nacimiento de Jesús de Nazaret para referirse al Tanaj o Antiguo Testamento.  En la traducción al griego del Libro de Daniel de la Septuaginta (de aprox. 150 a. C.), biblía aparece como traducción del original hebreo sepharim empleado en Daniel 9:2.  Muchos años después empezó a ser utilizada por los cristianos para referirse al conjunto de libros que forman el Antiguo Testamento, así como los Evangelios y las cartas apostólicas (es decir, el Nuevo Testamento). Por entonces, ya era común utilizar únicamente el primer sintagma, τὰ βιβλία, a manera de título.
Ya como título, se empezó a utilizar en latín Biblia Sacra (‘los libros sagrados’), sin artículo, pues este no existía en latín. Sin embargo, al ser Biblia un cultismo en latín, acabó pasando de considerarse un neutro plural a un femenino singular («la Sagrada Biblia»), entendiendo ya Biblia como el nombre propio de todo el conjunto. A través del latín se derivó a la gran mayoría de las lenguas modernas.

## La Biblia y los distintos idiomas
Los libros bíblicos fueron escritos inicialmente en distintas lenguas, llamadas lenguas bíblicas (hebreo, arameo y griego helenístico). En distintas épocas históricas fueron traducidos de unas de ellas a otras, y posteriormente a las demás.

### La Biblia hebrea
Biblia hebrea o Biblia hebraica es un término genérico para referirse a los libros de la Biblia escritos originalmente en hebreo y arameo antiguos. Se ajusta muy estrechamente al concepto judío Tanaj y al cristiano Antiguo Testamento (particularmente en la versión de algunos grupos cristianos (Evangélicos), que no incluyen las partes deuterocanónicas del Antiguo Testamento y el Anagignoskomena ortodoxo).

#### Torá
La Torá o "ley" entendida como "instrucción" es la base de las reglas y regulaciones religiosas judías y consiste en:
- Génesis (hebreo Bereshit, griego Γένεσις Gênesis, latín Genesis).
- Éxodo (hebreo Shemot, griego Ἔξοδος Éxodos, latín Exodus).
- Levítico (hebreo Vayikra, griego Λευϊτικόν Leuitikón, latín Leviticus).
- Números (hebreo Bamidbar, griego Ἀριθμοί Arithmói, latín Numeri).
- Deuteronomio (hebreo Devarim, griego Δευτερονόμιον Deuteronómion, latín Deuteronomium).

El título hebreo proviene de la primera palabra en cada parte excepto Éxodo, donde es la quinta palabra. Los libros contienen 613 mitzvot o mandamientos de Dios, que forman la base de la ley religiosa judía (Halakha).
La Torá describe tres etapas en la relación entre Dios y el hombre. Primero Génesis 1-11 describe la historia general de la creación de la humanidad, la caída y decadencia del hombre a partir de entonces. Los últimos 39 capítulos del Génesis, donde Abraham es elegido como el antepasado de un pueblo numeroso a través del cual será bendecido. Abraham fue llamado por Dios para ir a Canaán, donde la promesa se repitió a sus descendientes, Isaac, Jacob y José. En los últimos cuatro libros cuenta la historia de Moisés, que vivió cientos de años después de los patriarcas de Egipto y cuenta la historia del éxodo de los israelitas de Egipto, el éxodo del desierto y la renovación del pacto con Dios en el monte Sinaí. La Torá termina con la muerte de Moisés.

#### Nevi'im
Los Nevi'im o "profetas" incluyen algunas escrituras que se refieren a las escrituras históricas de la Biblia. Los libros describen el reinado del Juicio , el establecimiento de la monarquía israelita, la división en dos reinos y profetas que, en nombre de Dios, advierten y juzgan a los reyes y al pueblo de Israel. Las escrituras terminan con la conquista babilónica del reino sureño de Judá. Según la tradición judía, Nevi'im se divide en ocho libros. Esa división no se sigue en las Biblias danesas normales:
- Libro de Josué (hebreo. יהושע Yehoshua).
- Libro de Jueces (hebreo Sefer Shoftim).
- Libros de Samuel (hebreo: Shemuel).
- Libro de Reyes (hebreo: Melakhim).
- Isaías, (hebreo: Yeshayahu).
- Jeremías, (hebreo: Yirmiyahu).
- Ezequiel, (hebreo: Yekhezkel).
- El Libro de los Doce Profetas, (hebreo: Trei Asar), incluye los doce profetas menores: el Libro de Oseas, el Libro de Joel, el Libro de Amós, el Libro de Abdías, el Libro de Jonás, el Libro de Miqueas, el Libro de Nahum, el Libro de Habacuc, el Libro de Sofonías, el Libro de Hageo, el Libro de Zacarías y el Libro de Malaquías .

#### Ketuvim
Ketuvim, o "los escritos" en hebreo, son 11 libros escritos por varios autores y contienen la literatura de sabiduría israelí. Según la tradición rabínica, muchos de los himnos fueron escritos por David; Se presume que el rey Salomón de joven fue el autor del Cantar de los Cantares, el Libro de Proverbios en la mitad de la vida y el Libro de Eclesiastés en su vejez. El libro de Rut es el único libro bíblico sobre un no judío. Cinco de los libros se llaman "Los cinco rollos" (Megilot) y se leen en voz alta durante las fiestas judías: El Cantar de los Cantares en Pascua; Libro de Rut por shavuot; Libro de las Lamentaciones de tisha b'av; El Libro de Eclesiastés de Sucot; y el Libro de Ester de Purim. En general, las "escrituras" contienen poesía, reflexiones filosóficas sobre la vida, las vidas de los profetas y otros líderes israelitas durante el cautiverio babilónico. Termina con el decreto persa, que permite a los judíos regresar a Jerusalén y reconstruir el templo.
- Libro de los Salmos (hebreo: תְּהִלִּים Tehilim).
- Libro de Proverbios (hebreo: Míshlê Shlomoh).
- Libro de Job (hebreo: איוב Iyyov).
- Cantar de los Cantares (hebreo: Shir ha-Shirim).
- Libro de Rut (hebreo: Megilath Ruth).
- Libro de las Lamentaciones (hebreo Êykhôh, también llamado Kinot).
- Libro de Eclesiastés (hebreo: Kohelet).
- Libro de Esther (hebreo: Megillat Esther).
- Libro de Daniel (hebreo: דניאל Dānīyyēʾl).
- Libro de Esdras-Nehemías (hebreo: ‘Ezrā-Nəḥemyāh).
- Libro de Crónicas, incluye I Crónicas y II Crónicas (hebreo: Divrei ha-Yamim).

### La Biblia griega
La Biblia griega, también conocida como Biblia Septuaginta o Biblia de los Setenta (en griego antiguo: ἡ Μετάφρασις τῶν Ἑβδομήκοντα; en griego moderno: Μετάφραση των Εβδομήκοντα; en latín: Septuaginta o Vetus Testamentum Graece iuxta LXX interpretes), y generalmente abreviada LXX, es la traducción más antigua existente en griego koiné de los libros hebreos y arameos de la Biblia hebrea. La Septuaginta también incluye algunos libros que fueron escritos originalmente en griego. 

## La Biblia cristiana
Las biblias cristianas están constituidas por escritos hebreos, arameos y griegos, que han sido retomados de la Biblia griega, llamada Septuaginta, y del Tanaj hebreo-arameo, y luego reagrupados bajo el nombre de Antiguo Testamento. A estos se ha sumado una tercera serie de escritos griegos cristianos agrupados bajo el nombre de Nuevo Testamento. Distintos grupos cristianos han debatido largamente sobre la inclusión o exclusión de algunos de los libros de ambos testamentos, surgiendo los conceptos de apócrifos y deuterocanónicos para hacer referencia a algunos de estos textos.

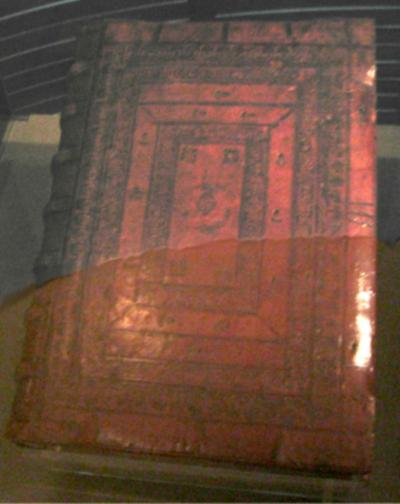
La Biblia de Gutenberg.

La comunidad judía actual reserva la expresión «Biblia cristiana» para identificar solo a los libros que han sido añadidos al Tanaj hebreo-arameo por el judaísmo tardío helenizante alejandrino, y luego por el cristianismo, y evita referirse a su Tanaj con los términos «Biblia» o «Antiguo Testamento». Varias denominaciones cristianas incorporan otros libros en el canon de ambos Testamentos.

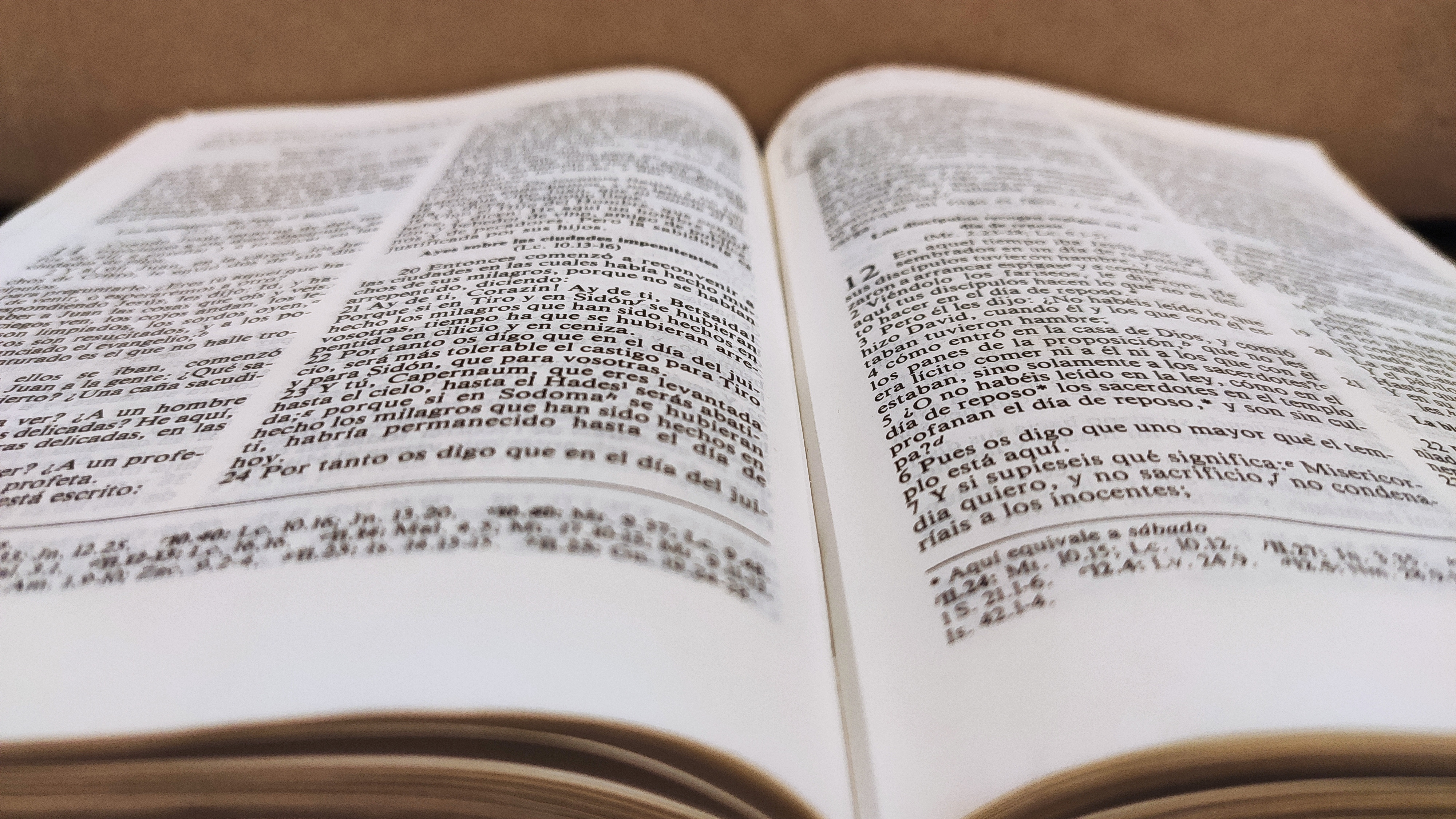
Biblia Reina Valera 1960

La biblia protestante versión Reina Valera cuenta con 66 libros, divididos entre el Antiguo Testamento que comprenden 39 libros y el Nuevo Testamento 27 libros.

### El Antiguo Testamento
El Antiguo Testamento es la serie de textos sagrados israelitas anteriores a Cristo, y que es aceptada por todos los cristianos como primera parte de las biblias cristianas. En términos generales, no existe un consenso general entre los diferentes grupos de cristianos sobre si el canon del Antiguo Testamento debe corresponder al de la Biblia griega, con deuterocanónicos, que es lo que plantean las iglesias cristianas ortodoxas y católica a través de su historia, o al del Tanaj hebreo, que es lo que plantean los judíos actuales, algunos protestantes, y otros grupos cristianos emanados de estos. En total se numeran en el Antiguo Testamento 39 libros en la versión protestante, 46 libros en la versión de la Iglesia católica, y 51 libros en la de la Iglesia ortodoxa. Sin embargo, el orden, nombres y particiones de los libros del Antiguo Testamento de las biblias cristianas, a través de la historia, siguen la usanza griega y no la hebrea. Y, de la misma forma, varía del judaísmo en la interpretación y énfasis (Véase, por ejemplo, el Libro de Isaías, capítulo 7, verso 14). Aparte de los libros propios del texto griego de la Biblia, el canon de la Iglesia copta admite otros libros, como el Libro de Enoc y el Libro de los Jubileos.

### El Nuevo Testamento

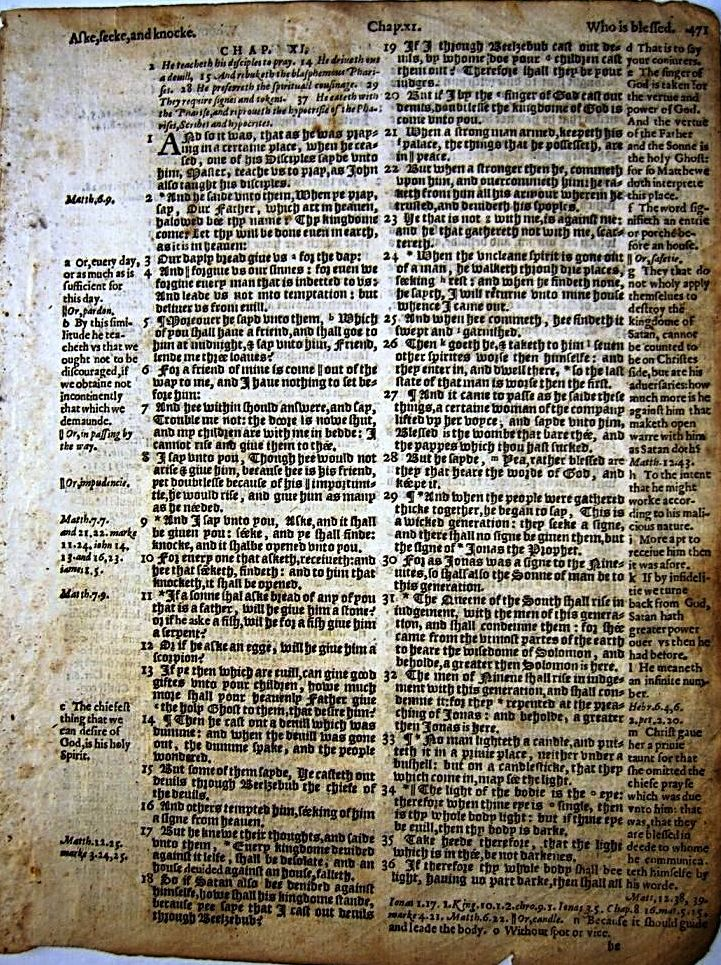
Biblia de Ginebra, una de las principales traducciones de la Biblia al inglés por parte del movimiento protestante del. En la imagen, el Padre nuestro en el Evangelio de Lucas.

El Nuevo Testamento es una colección de 27 libros, representativos de 4 diferentes géneros literarios judeocristianos:
- 4 Evangelios.
- 1 Libro de los Hechos.
- 19 Epístolas (o «cartas»): 6 epístolas «católicas» o apostólicas, y 13 epístolas paulinas; (una séptima epístola apostólica —la Primera epístola de Juan—, y una decimocuarta epístola paulina —la Epístola a los hebreos—, realmente pertenecen al género ensayístico o doctotratadístico; es decir, son tratados doctrinales, por lo que representan un quinto género de escritos del Nuevo Testamento). La figura protagónica en las epístolas es Jesús de Nazaret, llamado Cristo. Casi todos los cristianos (con algunas excepciones, como los gnósticos de los primeros siglos) han venido asumiendo el Nuevo Testamento como un texto sagrado divinamente inspirado. Sin embargo, no hay unidad universal en el canon del Nuevo Testamento. Son 27 libros en el canon de la Iglesia católica, al igual que en la mayoría de las Iglesias protestantes. La Iglesia cristiana ortodoxa de Siria solo acepta 22 libros en su canon. Libros como la Primera epístola de Clemente y el Segunda epístola de Clemente, el Libro de la Alianza, el Octateuco, y otros, han sido motivo de disputas y son aceptados por otras Iglesias cristianas.
- El Apocalipsis de San Juan.

## Cánones bíblicos
La palabra canon significa ‘regla’ o ‘medida’, así que se le llama canon bíblico al conjunto de libros que integran la Biblia según una tradición religiosa concreta, que los considera así «divinamente inspirados» y los distingue de otros textos que no se consideran revelados. Estas diferencias entre las distintas ramas del cristianismo se dan únicamente para el Antiguo Testamento; por ejemplo, según la Iglesia católica son 46 libros, y según la mayoría de iglesias protestantes son 39. Con relación al Nuevo Testamento todas tienen el mismo número de libros.
El primer canon es el Pentateuco, el cual se compone de los libros del Génesis, Éxodo, Levítico, Números y Deuteronomio y contiene la «Ley de Dios», que es el conjunto de los 613 preceptos del judaísmo (Mitzvá).
Dentro del judaísmo surge disputa sobre el canon correcto. Un grupo religioso, los saduceos, sostiene que solamente conforma el canon de las Escrituras la Torá (‘la Ley’) o Pentateuco (‘cinco libros’), mientras que otros grupos también incluyen los Nevi'im (Profetas) y los Ketuvim (los Escritos). Después de la destrucción de Jerusalén en el año 70 d. C., el grupo judío predominante fue el de los fariseos, que sí considera al canon como conformado por la Ley, los Profetas y los Escritos. Así, a finales del siglo I el judaísmo estableció en Yamnia (Yavne) como canon de sus libros sagrados aquellos que cumplieran tres requisitos: que hubiera una copia del libro en cuestión que se supiera que fue escrito antes del año 300 a. C. (cuando la helenización llegó a Judea, con los problemas culturales y religiosos subsecuentes, y que pueden leerse en libros como el Libro de los macabeos o el Libro de Daniel), que dicha copia estuviera escrita en hebreo o cuando menos arameo (no griego, la lengua y cultura invasora) y que tuviera un mensaje considerado como inspirado o dirigido al pueblo de Dios (con lo que también algunos libros que cumplían las dos características anteriores tuvieron que salir del canon).
En tiempos de Jesús de Nazaret es dominante la segunda opinión, la cual es sostenida y transmitida por muchos cristianos hasta tiempos de la Reforma protestante con la controversia de los libros deuterocanónicos (ver «Estructura», ut supra). Esta controversia probablemente se originó precisamente por el hecho de que el judaísmo había establecido su canon a fines del siglo I, con lo que para ellos ya no estaban presentes aquellos textos que solo se encontrarían en griego (en la versión de la Biblia judía de los Setenta). Estos libros fueron precisamente los que se considerarían, posteriormente, como deuterocanónicos.
La versión judía de la Biblia, llamada el Tanaj, consta de 24 libros, con ciertas diferencias respecto a las Biblias cristianas. Algunas de ellas son:
- Los nombres de varios libros: Éxodo para el original Shemot (‘nombres’); Levítico para Vaikrá (‘y llamó’).
- La subdivisión en tres secciones:
  - Torá (la Ley, el Pentateuco);
  - Nevi'im, los profetas anteriores (Josué, Jueces, Samuel y Reyes) y profetas posteriores (Isaías, Jeremías, Ezequiel y los profetas menores); y
  - Ketuvim, los escritos (Salmos, Proverbios, Daniel y los demás libros).
- El orden de los libros.

Actualmente, los libros que no son considerados canónicos por católicos y ortodoxos, reciben el nombre de libros apócrifos; a su vez, esos mismos libros suelen ser denominados pseudoepígrafos por los protestantes, que, habitualmente, respetan también el nombre de deuterocanónicos (literalmente, ‘del segundo canon’) para aquellos que han recibido reconocimiento canónico de católicos y ortodoxos (en general, son libros escritos originalmente en griego, incluidos en la traducción al griego de la Biblia judía conocida como Septuaginta o de los LXX). No obstante, algunas corrientes protestantes fundamentalistas insisten en conservar el nombre de apócrifos para los libros deuterocanónicos. Con todo, hay que señalar, que los primeros cristianos no usaban la Biblia hebrea, sino que usaban la Septuaginta o de los LXX por cuanto varios de los nuevos cristianos fueron judíos de cultura griega, como por ejemplo, Pablo de Tarso, Esteban, y los evangelistas Lucas y Marcos.
Así pues, las versiones católicas de la Biblia constan de 73 escritos, en tanto que las más de las versiones protestantes solo contienen 66. Sin embargo, las Biblias de los anabaptistas, luteranos, anglicanos y episcopalianos, incluyen los deuterocanónicos, si bien bajo el rubro de «apócrifos»; ya que los consideran «lectura edificante», pero no canónica. Las versiones ortodoxas, por su parte, incluyen 76 libros en total. Además, la Iglesia copta incluye en su canon del Antiguo Testamento el Libro de Enoc y el Libro de los Jubileos, que no incluye ninguna de las otras corrientes actuales del judeocristianismo, pero que eran libros bastante populares en los tiempos de Cristo; de lo cual han quedado vestigios incluso en los escritos del Nuevo Testamento. La Iglesia siria disponía inicialmente de solo 22 en su Nuevo Testamento, aunque posteriormente acabó aceptando los demás.

## Historia
La Biblia es una recopilación de textos que en un principio eran documentos separados (llamados «libros»), escritos primero en hebreo, arameo y griego durante un periodo muy dilatado y después reunidos para formar el Tanaj y la Septuaginta (Antiguo Testamento para los cristianos) y luego el Nuevo Testamento. Ambos testamentos forman la Biblia cristiana. En sí, los textos que componen la Biblia fueron escritos a lo largo de aproximadamente 1000 años (entre el 900 a. C. y el 100 d. C.). Los textos más antiguos se encuentran en el Libro de los Jueces («Canto de Débora») y en las denominadas fuentes (tradición elohísta) y (tradición yahvista) de la Torá (llamada Pentateuco por los cristianos), que son datadas en la época de los dos reinos (siglos X a siglo VIII a. C.). El libro completo más antiguo, el de Oseas, es también de la misma época. El pueblo judío identifica a la Biblia con el Tanaj, para el que carece de sentido y no es aceptada la denominación como Antiguo Testamento al no aceptar la validez del Nuevo Testamento.
El canon católico de la Biblia que se conoce hoy fue creado por la Iglesia primitiva que, en las Cartas de Ignacio de Antioquia a la Iglesia de Esmirna se menciona como Católica (Universal), bajo el pontificado del papa Dámaso I, en el Sínodo de Roma del año 382, y esta versión es la que Jerónimo de Estridón tradujo al latín. Dicho canon consta de 73 libros: 46 constitutivos del llamado Antiguo Testamento, incluyendo 7 libros llamados actualmente deuterocanónicos (Tobit, Judit, Primer libro de los Macabeos, Segundo libro de los Macabeos, Sabiduría, Eclesiástico (Sirácida), y Baruc) y 27 del Nuevo Testamento. Fue confirmado en el Concilio de Hipona en el año 393, y ratificado en el Concilio III de Cartago (en el año 397), y el IV Concilio de Cartago, en el año 419.
A raíz de la reforma protestante, el concilio de Trento (1546 d. C.) reafirmó el canon bíblico que ya había sido afirmado en concilios previos, por medio de una declaración dogmática en la cuarta sesión del Concilio de Trento, del 8 de abril de 1546. Las definiciones doctrinales del Concilio de Trento no fueron reconocidas ni asumidas por muchos protestantes, surgidos a partir del siglo XVI, ni por distintas denominaciones vinculadas al protestantismo surgidas a partir del siglo XIX. El canon de las biblias cristianas ortodoxas es aún más amplio que el canon bíblico católico, e incluye el Salmo 151, la Oración de Manasés, el Tercer libro de Esdras y el Tercer libro de los Macabeos. En adición a estos, el Cuarto libro de Esdras y el Cuarto libro de los Macabeos figuran, asimismo, como apéndices en muchas importantes versiones y ediciones de la Biblia cristiana ortodoxa.
El Antiguo Testamento narra principalmente la historia de los hebreos y el Nuevo Testamento la vida, muerte y resurrección de Jesús, su mensaje y la historia de los primeros cristianos. El Nuevo Testamento fue escrito en lengua griega koiné. En él se cita con frecuencia al Antiguo Testamento de la versión de los Setenta, traducción al griego del Antiguo Testamento realizada en Alejandría (Egipto) en el siglo III a. C.
Para los creyentes, la Biblia es la palabra de Dios, de inspiración divina, aunque su redacción se realizó a través de hombres elegidos que usaron de sus facultades como verdaderos autores. Se trata de una obra eminentemente espiritual que los creyentes interpretan como la forma que tuvo Dios de revelarse a sí mismo y manifestar su voluntad de salvación de la Humanidad, además de su carácter y atributos.
Para los creyentes cristianos, la Biblia es la principal fuente de fe y doctrina en Cristo. En el siglo XVI los diferentes movimientos de la Reforma protestante comenzaron a experimentar un alto desgaste en discusiones filosóficas y a separarse unos de otros; para menguar este problema se definió el principio llamado «sola escritura», que significa que solamente la Biblia puede ser considerada fuente de doctrina cristiana. Para la Iglesia católica, además de la Biblia, también son fuente doctrinal la Tradición, las enseñanzas de los Padres de la Iglesia (discípulos de los apóstoles), y las decisiones emanadas de los Concilios. Esta divergencia entre cristianos se intensificó después de 1870, cuando el papa Pío IX promulgó la constitución Pastor Aeternus, del Concilio Vaticano I, que reafirma el Primado papal y proclama la infalibilidad del sumo pontífice en asuntos de fe, moral y doctrina cristiana (dogma de la infalibilidad papal) cuando habla ex cathedra (18 de julio de 1870) en cuanto único «sucesor de Pedro» y, consecuentemente, «custodio y depositario de las llaves del Reino de los Cielos». Mientras que los cristianos protestantes rechazan esta aseveración y consideran como cabeza única de la iglesia a Jesucristo. Para ambas partes esta gran diferencia ya no es considerada tan solo en términos filosóficos o religiosos, sino como designios divinos plasmados y asentados en la Biblia misma.
Para los judíos ortodoxos, por supuesto, el Nuevo Testamento no tiene validez. El judaísmo rabínico considera como fuente de doctrina el Talmud, mientras los caraítas defienden desde el siglo VIII el Tanaj como única fuente de fe.

### Antiguo Testamento y Nuevo Testamento
El canon del Antiguo Testamento cristiano entró en uso en la Septuaginta griega, traducciones y libros originales, y sus diferentes listas de los textos. Además de la Septuaginta, el cristianismo posteriormente añadió diversos escritos que se convertirían en el Nuevo Testamento. Poco diferentes listas de las obras aceptadas siguió desarrollando en la antigüedad. En el siglo IV, varios sínodos fueron elaborando listas de escritos sagrados que fijaban un canon del Antiguo Testamento de entre 46 y 54 distintos documentos y un canon del Nuevo Testamento de 20 a 27, siendo este último el utilizado hasta el día de hoy; el cual fue definido finalmente en el Concilio de Hipona en el año 393. Hacia el año 400, Jerónimo había escrito una edición definitiva de la Biblia en latín (véase la Vulgata), el Canon de la cual, debido en parte a la insistencia del papa Dámaso, fue hecho coincidir con decisiones de varios de los Sínodos reunidos con anterioridad. Con el beneficio de la retrospectiva se puede decir que estos procesos establecieron de manera eficaz el canon del Nuevo Testamento, aunque hay otros ejemplos de listas canónicas en uso después de este tiempo. Sin embargo, esta lista definitiva de 27 libros no fue cerrada por ningún Concilio ecuménico sino hasta el Concilio de Trento (1545-63).
Durante la Reforma protestante, algunos reformadores canónicos propusieron diferentes listas de las que se encuentran actualmente en uso en la Iglesia de San Pedro en Roma. Aunque no sin debate, la lista de los libros del Nuevo Testamento vendría a seguir siendo la misma, sin embargo, en el Antiguo Testamento algunos textos presentes en la Septuaginta fueron eliminados de la mayoría de los cánones protestantes. Por lo tanto, en un contexto católico, estos textos se denominan libros deuterocanónicos, mientras que en el contexto protestante, en el que se les llama libros apócrifos, la etiqueta se aplica a todos los textos excluidos del canon bíblico que estaban en la Septuaginta. Cabe señalar también, que tanto católicos como protestantes describen algunos otros libros, como el Libro de los hechos de Pedro, como apócrifos.
Por lo tanto, el Antiguo Testamento protestante de hoy tiene 39 libros —el número varía del número de los libros en el Tanaj (aunque no en contenido) a causa de un método diferente de la división—. También varía el orden y el nombre de los libros, mientras que la Iglesia católica reconoce a 46 libros como parte del Antiguo Testamento canónico. El libro de Enoc es aceptado en el canon del Antiguo Testamento solo por la Iglesia ortodoxa de Etiopía. El término «Escrituras hebreas» es solo sinónimo del Antiguo Testamento protestante (no católico) que contiene las Escrituras hebreas y textos adicionales. En cuanto al canon del Nuevo Testamento, son 27 libros en el canon de la Iglesia católica, aceptado por la mayoría de las Iglesias de la Reforma. La Iglesia siria acepta en la actualidad los 27 libros en su canon. Libros como el Primer libro de Clemente y el Segundo libro de Clemente, el Libro de la Alianza, el Octateuco y otros, han sido motivo de disputas, y se encuentran canonizados por algunas iglesias ortodoxas orientales.

### Historia de Israel
La Biblia describe el desarrollo histórico de un pueblo, los israelitas, durante un largo período de tiempo. La historia comienza en Mesopotamia, donde Dios llama a Abraham para que se establezca en Canaán (hoy el Estado de Israel y Palestina). Debido al hambre, los descendientes de Abraham, Isaac y Jacob viajaron a Egipto. Después de una larga estadía en Egipto, la familia emigró a Canaán, después de 40 años en el desierto bajo el liderazgo de Moisés. La gente ahora tiene la ley. Se ha debatido la datación del evento. El sucesor, Joshua, los condujo a Canaán y dirigió la invasión de la tierra, que estaba habitada por otras tribus. Después de 400 años de cambiar jueces, la gente quería un rey, el rey Saúl, a quien sucedieron el rey David y el rey Salomón. Después del próspero reinado de Salomón, la tierra se dividió en dos partes. Las diez tribus del norte en el "Reino del Norte" (Israel), las dos tribus Judá y Benjamín en el "Reino del Sur" (Judá), donde los descendientes de David se sentaron en el trono hasta el 586 a. C., donde Judá fue tomada por los babilonios y el pueblo exiliado.
Aproximadamente 70 años después, a parte de la población se le permitió regresar y construir el templo y la muralla de la ciudad de Jerusalén. Fue dirigido por Esdras y Nehemías. Desde entonces, el país estuvo en manos de varios gobernantes y unos años bajo un gobierno independiente, hasta que los romanos la incorporaron como provincia de Iudea al Imperio Romano en el año 63 a. C.
Entre los años 7 y 4 a. C. fue Jesús nació bajo Herodes I el Grande, que había ampliado el templo y construido varios palacios y fortalezas grandes en el país y la metrópoli de Cesárea Marítima como un tributo al emperador en Roma. En el año 66 d. C. acaeció el levantamiento judío fallido y en 135 a los judíos se les prohibió el acceso a Jerusalén, que pasó a llamarse Aelia Capitolina.

### Jesús de Nazaret
Todos los escritos del Nuevo Testamento están marcados por Jesucristo como el punto de partida para la fe y la predicación y son la figura central del cristianismo. El evangelio de Marcos se presenta así: "Principio del evangelio de Jesucristo, Hijo de Dios" (Marcos 1:1). Los evangelios hablan de las enseñanzas y obras maravillosas de Jesús; sobre cómo reunió discípulos a su alrededor, entró en conflicto con la sociedad existente, fue acusado de blasfemia; cómo fue crucificado, muerto y resucitado después de tres días. Desde entonces, ha enviado a sus discípulos a predicar el evangelio a todas las naciones. Lo mismo ocurre con las cartas y otros escritos del Nuevo Testamento. Jesucristo juega un papel dominante en los escritos de Pablo. La epístola a los Romanos comienza con: "el evangelio de su Hijo, Jesucristo nuestro Señor" (Rom. 3:1). Los escritores del Nuevo Testamento y la Iglesia consideran que Jesús es el cumplimiento de las profecías mesiánicas del Antiguo Testamento. Según ellos, Jesús "ascendió al cielo, sentado a la diestra de Dios Padre Todopoderoso, de donde vendrá para juzgar a vivos y muertos".
Las cartas de los apóstoles, según su testimonio de sí mismos, son el intento de realizar el mandato de la misión transmitiendo las enseñanzas de Jesús e interpretando sus enseñanzas. Según Jesús, los apóstoles hablan con su autoridad y sus palabras deben recibir tanta importancia como las suyas.

### Arqueología
La arqueología bíblica es la rama de la arqueología que se ocupa de los testimonios bíblicos. Con el tiempo, los arqueólogos han buscado corroborar o socavar la credibilidad de la Biblia a través de excavaciones arqueológicas en el Medio Oriente: restos de edificios y ciudades, hallazgos de textos e inscripciones. Los manuscritos bíblicos se han comparado con otros textos de la comunidad circundante para obtener una mayor conciencia de la Biblia y los textos culturales escritos en ellos. Entre los sitios más importantes se incluyen: el túnel de Hizkias en Jerusalén, las murallas de Jericó, la rampa de asedio de Senaquerib, el estanque de Siloé, el templo en Jerusalén y los Rollos del Mar Muerto en Qumran . Además, hay innumerables excavaciones más pequeñas y hallazgos individuales relacionados con los relatos bíblicos.
La arqueología bíblica muestra que los eventos de la Biblia tienen sus raíces en la historia contemporánea, pero lejos de todo es demostrable arqueológicamente. El arqueólogo William Matthew Flinders Petrie fue el primero en llevar a cabo una excavación científica en Palestina en 1890, durante la cual excavó Tell el-Hesi durante seis semanas, que se identificó incorrectamente con Laquis. Se le llama el padre de la arqueología palestina, categorizando y dividiendo los hallazgos en períodos arqueológicos y tratando de datar a partir de fragmentos de cerámica y estratificación en varias excavaciones.

## Estructura
Un libro de la Biblia es un grupo establecido de escrituras. Por ejemplo, el Libro de los Salmos (en hebreo Tehilim o ‘canciones de alabanza’) tiene 150 canciones (151 en la versión de los Setenta), mientras que la Epístola de Judas es una carta de media página.
La Biblia hebrea o Tanaj está dividida en tres secciones: los cinco libros de Moisés (la Torá), los libros escritos por los profetas hebreos (los Profetas o Nevi'im) y unos libros que no entran en las dos categorías anteriores (las Escrituras o Ketuvim); estos son conocidos como hagiógrafa o simplemente «las Escrituras».
La Biblia judía fue escrita predominantemente en hebreo, pero tiene algunas pequeñas partes que fueron escritas en arameo. En la Biblia cristiana, la Biblia hebrea es llamada Antiguo Testamento, para distinguirla del Nuevo Testamento, que es la parte que narra la vida de Jesús y su predicación, entre otras cosas. El Nuevo Testamento está dividido en los cuatro Evangelios, historia (Hechos de los Apóstoles), las cartas (epístolas) a iglesias cristianas por Pablo y otros apóstoles, y el Apocalipsis.
Las Biblias cristianas contienen la totalidad del Tanaj (o Antiguo Testamento), junto con un grupo de textos posteriores cristianos, conocidos como el Nuevo Testamento. Dentro del cristianismo no hay acuerdo completo sobre el número exacto de libros que debe tener (con igual reconocimiento) el Antiguo Testamento, es decir, sobre su canon. Hasta el siglo XVI se mantuvo en Occidente la traducción latina de Jerónimo conocida como «la Vulgata» (proveniente del latín vulgar) que incorporaba tanto el canon judío como aquellos escritos de la Septuaginta griega. Con la Reforma protestante, Martín Lutero cuestionó la necesidad de mantener los libros de la Septuaginta junto a los del canon judío y los agrupó como un apéndice considerándolos útiles para la instrucción pero no canónicos al final de su traducción al alemán de la Biblia. La Iglesia católica confirmó, sin embargo, el canon de la Biblia de los Setenta y de la Vulgata en el Concilio de Trento (1545-1563), reconociendo más claramente la canonicidad de algunas escrituras cuestionadas por Lutero, que desde ese mismo siglo comenzaron a ser llamados deuterocanónicos (concepto introducido por Sixto de Siena). Las iglesias orientales también reconocen plena canonicidad a los deuterocanónicos, agregando también otros libros que se encuentran en códices antiguos, como el Salmo 151, la Oración de Manasés, III y IV Esdras, y III y IV Macabeos. La Iglesia copta acepta asimismo en su canon el Libro de Enoc y el Libro de los Jubileos. El Nuevo Testamento hace referencia tanto a los libros deuterocanónicos como al Libro de Enoc, y narra los sucesos de la pasión de Cristo de acuerdo con el cómputo asentado en el Libro de los jubileos. En cuanto al resto de los libros, no hay disputa alguna y todos los grupos cristianos tienen los mismos libros en el Nuevo Testamento de la Biblia.

## Otros libros referenciados en la Biblia
Dentro del texto bíblico se mencionan algunos libros y epístolas de los cuales no se cuenta con copias reportadas actualmente o solo se conservan fragmentos. Generalmente se les menciona como referencias primarias, escritos de elaboración anterior o como complemento de lo escrito dentro del contexto donde se los menciona. En el caso del Libro de Enoc, este ha venido siendo tenido por apócrifo por la mayoría de religiones (siendo caso contrario el canon de la Iglesia ortodoxa de Etiopía) a pesar de haber sido referenciado en la Biblia y encontrarse en un estado íntegro de contenido.
La siguiente lista parcial muestra algunos de los libros que no están disponibles hoy en día en la mayoría de ediciones bíblicas. Dichos libros son:
- El libro del convenio o El libro del pacto, o El libro de la alianza[25]
- El libro de las batallas de Yahveh[26]
- El libro de Jaser (o libro del justo)[27][28]
- Un libro guardado delante de Yahveh[29]
- El libro de los hechos de Salomón[30]
- El libro del vidente Samuel[31]
- El libro del profeta Natán[31]
- El libro del vidente Gad[31]
- Profecías de Ahías el silonita, y del vidente Iddo[32]
- Los libros del profeta Semaías[33]
- Las palabras de Jehú[34]
- Los hechos de Uzías[35]
- Los registros de los reyes de Israel o Las actas de los reyes de Israel[36]
- Las palabras de los videntes[37]
- Un rollo con la palabra de Yahveh a Jeremías desde los días de Josías[38]
- Un libro de Jeremías contra de toda la maldad de Babilonia[39]
- Un libro de memorias[40]
- Una epístola anterior de Pablo a los corintios[41]
- Otra epístola de Pablo a los efesios[42]
- La carta de Pablo a los laodicenses[43]
- Las profecías de Enoc[44]

## Conservación e integridad de la Biblia
Existen opiniones divididas en cuanto a la afirmación de que gran parte de la Biblia se ha conservado sin cambios importantes hasta nuestros días. Actualmente, la creencia común en casi toda la cristiandad supone la infalibilidad o inerrancia del texto bíblico, dando por sentado que la Biblia está exenta de todo error, siendo perfecta como palabra de Dios al hombre. Este concepto es similar a la doctrina de la sola scriptura, donde se considera que la Biblia contiene todo lo necesario para la salvación del hombre. En el credo de Nicea se confiesa la creencia de que el Espíritu Santo «ha hablado por medio de los profetas». Este credo ha sido sostenido por los católicos, ortodoxos, anglicanos, luteranos y la mayoría de denominaciones protestantes y restauracionistas. Sin embargo, como nota Alister E. McGrath, «los reformadores no vieron conectado el asunto de la inspiración con la absoluta fiabilidad o verdadera inerrancia de los textos bíblicos». Él dice:

[...] el desarrollo de las ideas de 'infalibilidad bíblica' o 'inerrancia' dentro del protestantismo pueden ser trazadas a los Estados Unidos a mediados del siglo XIX.

Los defensores de la idea de que las escrituras bíblicas son fieles y están completas se basan en la cantidad de copias idénticas que, desde tiempos remotos, se ha realizado de las mismas. Los copistas hebreos de las Escrituras, denominados masoretas, que copiaron las Escrituras hebreas entre los siglos VI y X solían contar las letras para evitar errores.
Quienes no están de acuerdo con estas afirmaciones apelan a circunstancias tales como traducciones de un idioma a otro, copiado de manuscritos, opiniones divergentes en dogmas y/o destrucción deliberada y sostienen por tanto que la Biblia no ha llegado como un volumen completo. Hallazgos tales como los manuscritos del Mar Muerto han mostrado que, en gran parte, esto sucedió antes del siglo I de nuestra era, aunque los textos encontrados allí, y los conocidos hasta entonces, parecen presentar cambios menores. En otros casos, libros tales como los Evangelios apócrifos fueron descartados del canon aceptado durante los concilios ecuménicos, como parte de un esfuerzo por mantener la integridad doctrinal. Casos como el del hallazgo del texto completo del Evangelio de Tomás entre los Manuscritos de Nag Hammadi, entre otros textos tomados por heréticos en su momento, evidencian un proceso editorial paulatino en épocas pasadas. Hay otros textos relevantes relacionados con la Biblia «original» como los escritos apócrifos hallados en Egipto y Cisjordania (Qumrán, cerca del mar Muerto), e incluso en países muy lejanos hacia el Sur y el Oriente. Estos han supuesto una nueva interrogante acerca de si ya estaría completo el canon bíblico, o habría que revisarlo de forma detallada.

## Arqueología bíblica
Las investigaciones arqueológicas en la zona donde se desarrollan los hechos narrados en la Biblia tienen como un resultado añadido la comprobación de los hechos, lugares y personajes que aparecen citados en los diferentes libros que componen la Biblia. Incluso se ha llegado a crear el término de arqueología bíblica para denominar a una parte de la arqueología que se encarga de estudiar los lugares indicados en la Biblia.
Hay varios casos en que los descubrimientos arqueológicos han señalado congruencias con los hechos o personajes bíblicos. Entre esos descubrimientos se encuentran los siguientes:
- Rey Sargón II de Asiria. Este personaje, que aparece en Isaías 20:1, no pudo ser confirmado hasta que en 1847 se descubrieron las ruinas de su palacio. Se hallaron escritos en los que se relatan las conquistas de las ciudades de Samaria y Asdod que aparecen también relatados en el libro de Isaías.[46]
- Joaquín, rey de Judá. El descubrimiento de las tablillas de Babilonia permitió la confirmación de la existencia del rey Joaquín de Judá y sus cinco hijos que aparecían nombrados en el Segundo libro de los reyes y el Primer libro de crónicas.[47]
- Sellos de Yehujal y Gedalías. En 2005 y 2008, la arqueóloga Eilat Mazar descubrió sellos de arcilla en los que se nombraba a Yehujal (o Jucal), hijo de Selemías, y a Gedalías, hijo de Pasur, ambos funcionarios judíos referidos en el libro de Jeremías.[48]
- Hallazgos en Nínive. En el palacio de Senaquerib hay un bajorrelieve que muestra a las tropas asirias llevando cautivos a los israelitas tras la caída de Laquis, hecho relatado en el Segundo libro de los reyes.[49] En las piezas conocidas como Anales de Senaquerib se relatan los hechos realizados durante el reinado de Ezequías y a este mismo personaje. También es curioso que en el listado de ciudades conquistadas por los asirios no aparezca Jerusalén lo cual concuerda con el relato bíblico de que fueron derrotados a sus puertas,[50] al igual que se relata el asesinato de Senaquerib que están incluidos en el Segundo Libro de los Reyes, capítulo 19, versículo 37 (También en 2 Crónicas 32:21 y en Isaías 37:37-38).[51][52] «Y aconteció que, mientras se inclinaba en la casa de Nisroc, su dios, Adramélec y Sarézer, sus hijos, lo derribaron ellos mismos a espada, y ellos mismos escaparon a la tierra de Ararat. Y Esar-hadón su hijo empezó a reinar en lugar de él». (II Reyes 19:37).[53] También mencionado en Isaías 37:37-38.[52] El versículo 38 es idéntico al 2 Reyes 19:37.[53] Senaquerib no murió inmediatamente después de llegar a Nínive; según parece, esto pudo acontecer unos veinte años después. Depende de registros asirios y babilónicos de dudosa confiabilidad. Hay una inscripción de su hijo Esar-hadón que confirma su asesinato y escape a la tierra de Ararat. -Ancient Records of Assyria and Babylonia, de D. Luckenbill, 1927, volumen 2, páginas 200, 201.
- El Cilindro de Ciro. Se encontró en Sippar, cerca de Bagdad (Irak). Narra la conquista de Babilonia por Ciro el Grande. Algunos ven en el relato de Isaías 13:1,[54] 13:17-19,[55] y 44:26—45:3[56] la profecía de la destrucción de Babilonia por Ciro. También en el cilindro se expone la política de Ciro de dejar volver a los pueblos deportados a su tierra de origen, tal y como sucedió con los israelitas. El largo y difícil viaje de regreso de los israelitas a Judá y Jerusalén pudo durar unos cuatro meses, de acuerdo a Esdras 7:9.[57] Habrían llegado el séptimo mes (Tisri) de 537 a. C. (Esdras 3:1-6).[58]

La arqueología también ha brindado descubrimientos interesantes con relación a la conformación de los propios textos bíblicos.[cita requerida] Se han descubierto diversos textos tardíos que relatan la visión de Jesús que tenían diversas sectas cristianas que se alejaban de la ortodoxia de los primeros siglos, como el Evangelio de Tomás (probablemente del siglo II d. C.) y del Evangelio de Felipe (del siglo III d. C.).
También existe la Hipótesis de Q, que, según sus defensores, sería un libro compuesto poco después de la muerte de Jesús donde se relatarían sus dichos y esto sería utilizado como fuente por Mateo y Lucas para realizar sus Evangelios. Conforme a quienes apoyan la hipótesis de la Fuente Q, los textos más antiguos serían colecciones de dichos de Jesús que no narrarían la crucifixión ni la resurrección, sino que se preocuparían por mantener el registro de las enseñanzas del Maestro. Sin embargo, no hay registros ni pruebas de la existencia de la Fuente Q.

## Crítica bíblica
La crítica bíblica es el estudio e investigación de los escritos bíblicos que busca discernir juicios sobre estos escritos. Viendo los textos bíblicos con un origen humano más que sobrenatural, se pregunta cuándo y dónde se origina un determinado texto. Cómo, por qué, por quién, para quién y en qué circunstancias fue producido, qué influencias existen en su producción, qué fuentes se habrían utilizado en su composición, y qué mensaje se pretende transmitir.
La crítica bíblica varía levemente según se focalice en el Antiguo Testamento, las cartas del Nuevo Testamento o los Evangelios canónicos y juega también un papel importante en la búsqueda del Jesús histórico.
También alude al texto físico, incluyendo el significado de cada palabra y el modo en el que se utiliza cada una de ellas, su preservación, historia e integridad. De hecho, la crítica bíblica es una disciplina que abarca un amplio rango de materias como la arqueología, la antropología, el folclore, la lingüística, las tradiciones orales evangélicas y los estudios religiosos e históricos.

## Traducciones de la Biblia
Las traducciones de la Biblia han sido numerosas: a 756 lenguas de forma completa y a más de 3000 de forma parcial, lo que convierte la Biblia en el libro (o conjunto de libros) más traducido de la historia. Algunas de ellas han sido trascendentales para el desarrollo de las lenguas y las culturas en que se dieron.
Las primeras traducciones bíblicas comenzaron en el mismo amplio periodo en que sus libros se fueron redactando: el texto masorético en hebreo, los tárgum en arameo y la traducción al griego denominada Biblia de los Setenta (siglo III a II a. C.), que se realizó de los textos originales que componen la Biblia hebrea del judaísmo (Antiguo Testamento para el cristianismo). Los textos del Nuevo Testamento fueron escritos directamente en griego. Esa versión sigue siendo utilizada directamente en buena parte de la cristiandad oriental (iglesia ortodoxa), además de las traducciones de la Biblia a las lenguas eslavas (desde la traducción al antiguo eslavo eclesiástico de Cirilo y Metodio, 863) y otras en distintos ámbitos lingüísticos, algunas de las cuales se cuentan entre las más antiguas (Diatessaron de Taciano en siríaco, ca. 170, traducciones coptas, etíopes, el Codex Argenteus del godo Ulfilas, siglo VI, etc.)
Aunque hay traducciones anteriores (las llamadas Vetus Latina), la traducción al latín de San Jerónimo (denominada Vulgata, 382) fue la dominante en la cristiandad occidental hasta la reforma protestante (siglo XVI), y continuó siéndolo en el catolicismo hasta la Edad Contemporánea. La crítica filológica del humanismo buscaba la obtención de traducciones depuradas (Biblia políglota complutense impulsada por el cardenal Cisneros, 1514-1522, Textus Receptus iniciado por Erasmo, 1516-1522, continuado por Beza, 1565-1604, Biblia regia o Políglota de Amberes, de Arias Montano, 1568-1572, etc.)
Coincidiendo con la Edad de Oro del islam (siglos VIII al XIII) hubo traducciones de la Biblia al árabe tanto en el Próximo Oriente como en la España musulmana (realizadas por mozárabes).
A finales de la Edad Media ya habían aparecido traducciones totales o parciales de la Biblia a las lenguas vulgares romances y germánicas. Las primeras traducciones de la Biblia al castellano son las llamadas prealfonsinas, que preceden a la denominada Biblia alfonsina (1260-1280) incorporada en la General estoria de Alfonso X el Sabio. Por la misma época se produjeron la primera traducción de la Biblia al portugués (la Biblia de don Dinis, patrocinada por el rey Dionisio I de Portugal) y la primera traducción de la Biblia al catalán, denominada Biblia de Montjuich (patrocinada por Alfonso III de Aragón en 1287, sobre una preexistente versión francesa). La Biblia Valenciana (de Bonifacio Ferrer, comienzos del siglo XV) fue uno de los primeros libros impresos en España (en 1478). Aunque la primera traducción e impresión completa de la Biblia al idioma español castellano no llegó sino hasta octubre de 1543. Se publicó en Flandes, para evitar a la Inquisición, y la produjo Francisco de Enzinas. Unos años antes, en 1471, había aparecido la primera Biblia impresa en italiano (traducción de Nicolò Malermi). La más trascendente de las traducciones de la Biblia al alemán fue resultado del trabajo de Martín Lutero entre los años 1521 y 1534 (Biblia de Lutero). Entre las más importantes traducciones de la Biblia al inglés están la Biblia de los Obispos (1568), la Tyndale (1525-1536) y la King James (1611). La Reina-Valera (1565-1602) fue la más usada por los protestantes españoles.